# Округ Дилон (Јужна Каролина)
Округ Дилон (енгл. Dillon County) је округ у америчкој савезној држави Јужна Каролина. По попису из 2010. године број становника је 32.062.

## Демографија
Према попису становништва из 2010. у округу је живело 32.062 становника, што је 1.340 (4,4%) становника више него 2000. године.
| Група             | 2000.          | 2010.          |
| Белци             | 15.309 (49,8%) | 15.152 (47,3%) |
| Афроамериканци    | 13.932 (45,3%) | 14.782 (46,1%) |
| Азијати           | 103 (0,3%)     | 78 (0,2%)      |
| Хиспаноамериканци | 539 (1,8%)     | 833 (2,6%)     |
| Укупно            | 30.722         | 32.062         |